# Tactical RPG
 (août 2025).
Si vous disposez d'ouvrages ou d'articles de référence ou si vous connaissez des sites web de qualité traitant du thème abordé ici, merci de compléter l'article en donnant les références utiles à sa vérifiabilité et en les liant à la section « Notes et références ».

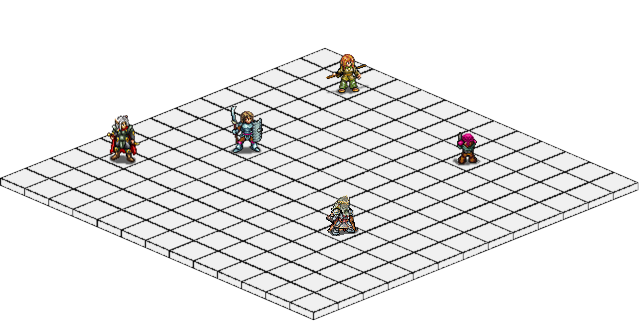
Représentation de la vue isométrique en 3D dans les jeux de rôles tactiques.

Un tactical RPG (abrégé T-RPG) est un jeu de rôle tactique. Dans ce genre de jeu vidéo, le gameplay est basé sur les décisions tactiques que le joueur doit prendre au cours des combats. Par ses nombreuses similitudes avec le jeu d'échecs, il est reconnu comme une forme moderne de ce jeu de société traditionnel,,,.
Le tactical RPG peut, d'une certaine manière, être considéré comme un mélange entre jeu de rôle classique et jeu de stratégie au tour par tour.

## Caractéristiques
Comparativement au jeu vidéo de rôle, les tactical RPG ont tendance à proposer des combats de plus grande envergure que ceux des jeux de rôle standards. Dans les jeux de rôle classiques le joueur contrôle une équipe de six personnages ou moins (Final Fantasy IV propose par exemple des équipes de cinq personnages maximum, Suikoden six personnages, Final Fantasy X trois personnages pouvant être remplacés en cours de combat) qui combat des ennemis ou monstres dans un rapport de quantité à peu près équivalent. Dans les tactical RPG le joueur est fréquemment amené à faire combattre six personnages ou plus contre huit ennemis ou plus, contrôlés par l'ordinateur ou la console. Dans Ogre Battle: The March of the Black Queen le joueur peut par exemple diriger plusieurs équipes de cinq personnages pour combattre plus de 25 ennemis. Dans certains jeux Super Robot Wars il y a un système d'équipes qui permet de composer des pelotons de personnages ; la dernière mission de Super Robot Taisen Alpha 2 permet en théorie au joueur de diriger 76 unités.
Dans les jeux de rôle classiques, les combats ont lieu sur un écran statique et ne permettent pas de manœuvrer, positionner, déborder ou contourner. Dans les tactical RPG, les combats ont lieu sur une carte, généralement une grille en vue isométrique ou pseudo-isométrique ressemblant à un échiquier sur laquelle les unités se déplacent. Chaque case représente en général un type de terrain qui a des attributs influents sur le combat (hauteur, potentiel de magie, déplacement, attaque, défense). De même, l'orientation d'une attaque peut déterminer son impact ou sa puissance (dans Hoshigami: Ruining Blue Earth par exemple, une attaque vers l'arrière est dix fois plus puissante). La gestion du placement dans les tactical RPG est donc d'une extrême importance, contrairement au jeu de rôle.
Les jeux de rôle, selon les jeux, peuvent être basés sur le tour par tour (la plupart des jeux de la série Dragon Quest ou Final Fantasy) ou sur le temps réel (Tales of Symphonia, Star Ocean 3). Les tactical RPG se jouent généralement au tour par tour, ce qui permet au joueur de planifier ses actions et stratégies, et de prendre en compte la complexité de chaque situation. Quelques-uns ont une partie « temps réel », comme Ogre Battle: The March of the Black Queen.
La gestion des classes de personnage tend à être plus flexible dans les tactical RPG que dans les jeux de rôle. Il est généralement possible dans les tactical RPG de changer en cours de jeu de choix dans les aptitudes à développer chez un personnage, certains jeux comme Final Fantasy Tactics permettent par exemple de choisir parmi plusieurs classes au cours de la montée en puissance d'un personnage et donc de ne pas le limiter aux capacités prévues au début du jeu. Cela permet au joueur de créer des personnages hybrides qui pourront agir dans plusieurs domaines pendant les combats.
Le terme tactical RPG est utilisé principalement en Occident. Au Japon, le terme en vigueur est Simulation RPG.

## Historique
Beaucoup de vieux jeux de rôle occidentaux proposent des combats hautement tactiques, comme Ultima III qui a introduit les combats par équipe sur échiquier. Néanmoins, par convention, le terme tactical RPG fait référence au sous-genre particulier né au Japon. Les origines du genre peuvent être difficiles à dégager car le genre provient presque exclusivement du Japon.

### Sur 8-bit et 16-bit
Il est généralement admis que Nintendo a conçu le premier tactical RPG[non neutre] : Fire Emblem sur Famicom (NES), développé par Intelligent Systems. Sorti au Japon en 1990, Fire Emblem est l'archétype du genre, il établit des éléments de gameplay qui sont encore en vigueur dans les tactical RPG sortis plus de quinze ans plus tard. En combinant les éléments basiques de jeu de rôle comme Dragon Quest et des éléments simples de jeu de stratégie au tour par tour, Nintendo créé avec ce jeu un succès qui sera souvent imité et qui connaitra de nombreuses suites. L'une des grandes particularités de la série consiste à ce qu'une unité perdue au combat ne pourra plus être utilisée de tout le jeu (sauf à quelques très rares exceptions). La série ne sera connue du grand public occidental qu'après la sortie de Fire Emblem: Rekka no Ken sur Game Boy Advance.
L'un des premiers jeux reprenant ce gameplay est Langrisser (aussi connu sous le nom : Warsong) de NCS/Masaya, sorti sur Mega Drive en 1991. La série Langrisser a ceci de différent de Fire Emblem qu'elle propose une structure général/soldat et non de diriger des personnages principaux différents. Elle a connu elle aussi de nombreuses suites.
Un autre tactical RPG important est Shining Force de Sega, sorti en 1992 (voir aussi la série Shining). Shining Force propose des éléments « jeu de rôle » plus poussés que les jeux précédemment cités, permettant par exemple au joueur de se déplacer dans les villes, de parler à des personnages et d'acheter des armes, armures et objets divers. Shining Force est le premier jeu du genre à avoir connu un franc succès en Occident.
Le premier tactical RPG de Square ne sortira initialement qu'au Japon, il s'agit de Front Mission en 1995. Celui-ci sera réédité en 2007 aux États-Unis pour Nintendo DS, suivi un an plus tard par Bahamut Lagoon, qui lui ne sera jamais exporté.
Quatre jeux de la série Ogre Battle sont sortis hors du Japon : Ogre Battle: The March of the Black Queen, sorti sur Super Nintendo, dans lequel le joueur forme des équipes de personnages (proche de celles des jeux de rôle) qu'il dirige en temps réel sur une carte. Quand deux groupes se rencontrent le combat a lieu avec peu d'interactions possibles de la part du joueur. Sorti ensuite, Tactics Ogre: Let Us Cling Together sur Super Famicom n'a pas connu de sortie hors du Japon avant d'être converti sur PlayStation avec Ogre Battle: The March of the Black Queen. Ces ressorties, ainsi qu'Ogre Battle 64: Person of Lordly Caliber sur Nintendo 64, ont été éditées par Atlus.
Tactics Ogre: Let Us Cling Together a profondément influencé le genre et peut être considéré comme le précurseur de jeux comme Final Fantasy Tactics et Disgaea: Hour of Darkness : les personnages sont déplacés individuellement sur l'échiquier, la vue est isométrique et l'ordre d'action des personnages lors des combats est calculé pour chacun d'entre eux individuellement. Final Fantasy Tactics Advance utilise une version du moteur de jeu de Tactics Ogre: Let Us Cling Together. Une suite de Tactics Ogre: Let Us Cling Together est ensuite sortie sur Game Boy Advance sous le nom Tactics Ogre: The Knight of Lodis.

### Sur 32-bit

Logo de Final Fantasy Tactics.

De nombreux jeux sur 32 bit ont su faire évoluer le genre, comme Vandal Hearts de Konami, Final Fantasy Tactics et Front Mission 3 de Square et Shining Force III de Sega. Ils sont considérés par certains comme l'apogée du genre.
Vandal Hearts de Konami, un des premiers jeux sorti sur PlayStation, a aidé à populariser le genre en Occident. Il comprend une carte en 3D que le joueur peut faire tourner. Une suite est sortie sur PlayStation.
Final Fantasy Tactics peut être considéré comme le jeu qui a le plus fait connaître le genre en Occident. Développé par d'anciens employés de Quest (société de développement de jeux vidéo, responsable de la série Ogre Battle), il combine de nombreux éléments de la série Final Fantasy avec le gameplay de Tactics Ogre: Let Us Cling Together. Le fait qu'il porte le nom Final Fantasy (série très populaire partout dans le monde) a sans doute aidé à sa diffusion.
Le studio Nippon Ichi, développeur des jeux La Pucelle: Tactics, Disgaea: Hour of Darkness et Phantom Brave sur PlayStation 2 s'est créé une communauté d'amateurs qui achète chacun de ses jeux. Disgaea: Hour of Darkness est leur jeu qui a connu le plus grand succès, il s'agit du premier à être sorti hors du Japon, suivi par La Pucelle Tactics qui pourtant avait été réalisé et était sorti plus tôt au Japon.
Les tactical RPG sont aujourd'hui plus populaires que jamais, et de plus en plus de sociétés reconnaissent l'intérêt du public (même occidental) pour le genre, spécialement sur PlayStation 2. Des jeux comme La Pucelle: Tactics et Disgaea: Hour of Darkness sont maintenant considérés comme de grands succès, et Atlus a même dû les rééditer aux États-Unis.